# Cyclemys atripons
Cyclemys atripons är en sköldpaddsart som beskrevs av  John B. Iverson och McCord 1997. Cyclemys atripons ingår i släktet Cyclemys och familjen Geoemydidae. Inga underarter finns listade i Catalogue of Life.
Arten förekommer i södra delen av det sydostasiatiska fastlandet i Thailand, Kambodja och Vietnam.